# Onze-Lieve-Vrouw van Smarten
Onze-Lieve-Vrouw van Smarten (Lat.: Mater Dolorosa) is een titel voor Maria in het kader van de Mariaverering en het is een thema in de beeldende kunst. Hierbij wordt Maria rouwend afgebeeld, bedroefd om haar aan het kruis gestorven zoon Jezus, voor wie ze een leven lang gezorgd heeft. Deze dag wordt jaarlijks op 15 september herdacht, de dag na het feest van de Kruisverheffing. Doorheen de eeuwen kent OLV van Smarten een grote verering binnen het volksgeloof.

## Mariologie
Met dit feest gedenkt de Katholieke Kerk de zeven smarten van Maria:
1. De profetie van Simeon in de Tempel bij het opdragen van Jezus, Lucas 2:25-35
2. De vlucht naar Egypte, Mattheüs 2:13-14
3. Het zoekraken van Jezus in de Tempel, Lucas 2:42-51
4. Ontmoeting van Maria met Jezus op weg naar de Calvarieberg
5. Maria staat onder Jezus' kruis (zie Stabat Mater), Johannes 19:25-27
6. Maria omhelst Jezus' dode lichaam na de kruisafneming (zie Piëta)
7. Jezus wordt begraven, Mattheüs 27:57-66, Marcus 15:42-47, Lucas 23:50-56, Johannes 19:38-42

Deze gedenkdag heeft een eigen sequentie: het Stabat Mater.
Onze-Lieve-Vrouw van Smarten wordt in Nederland bijzonder vereerd in Hoorn, Oud-Zevenaar, Roosendaal (kapel), Bergharen en onder de titel Besloten Tuin in Warfhuizen.
Onze-Lieve-Vrouw van Smarten is de patrones van Slowakije, de staat Mississippi en Mola di Bari in Italië.

## Iconografie
Er zijn strenge regels hoe een Dolorosa wordt afgebeeld. Hierdoor is ze nadrukkelijk te onderscheiden van een Piëta en van Stabat Mater. In de westerse iconografie wordt Onze-Lieve-Vrouw van zeven Smarten afgebeeld als een vrouw van wie het hart doorstoken is met zeven zwaarden. Vaak wordt ze als oudere vrouw afgebeeld, waarbij alle aandacht uitgaat naar de expressie op het gezicht. Vaak neemt Maria een biddende en berustende houding aan. Normaal draagt ze eenvoudige kleding zoals voor Joodse vrouwen geldt. In de 17de-eeuwse Spaanse canon wordt Maria veelal gekroond voorgesteld en draagt ze een grote mantel uit zwart fluweel die kostbaar is geborduurd.

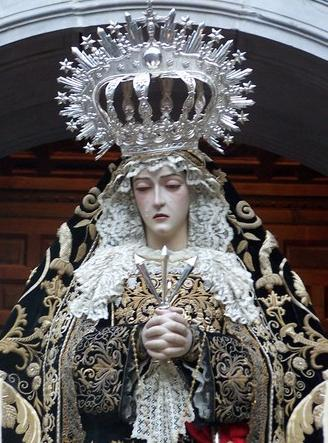
Een Spaanse Dolorosa, typisch met de tranen uit kristal, Granada
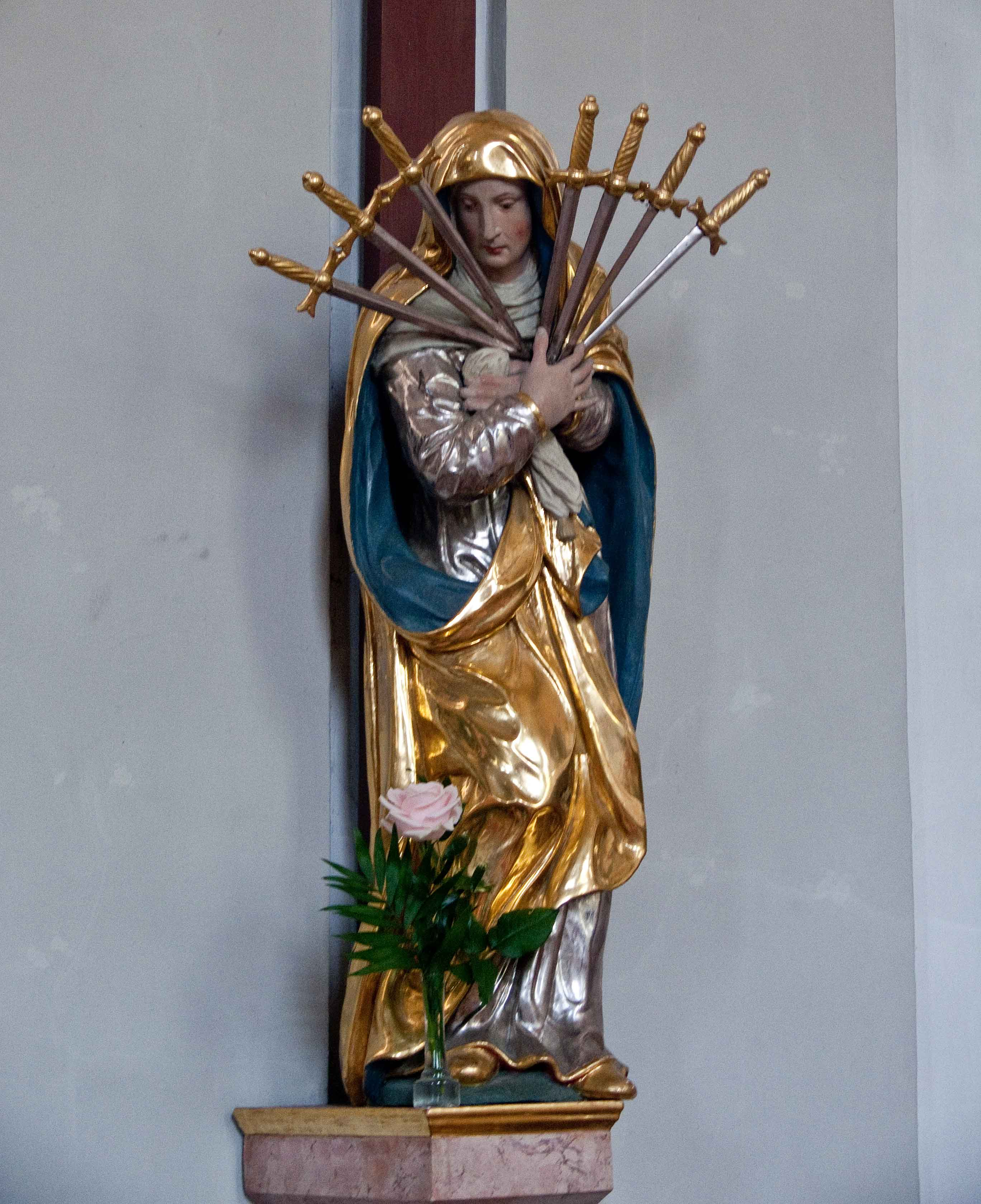
Beierse Dolorosa, aan de voet van het Kruis
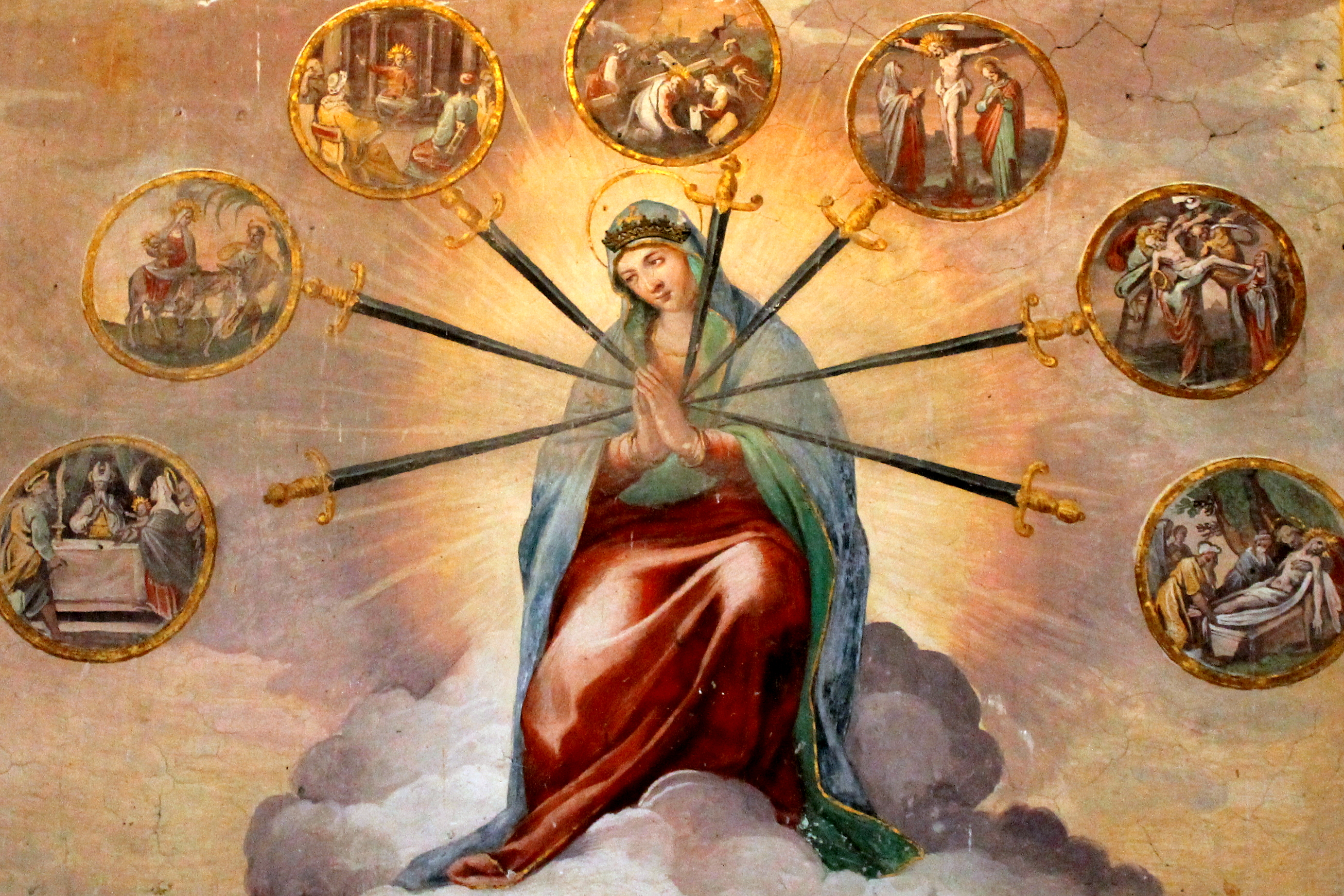
De zeven Weeën die het Hart doorboren, Fresco in Santo Stefano Rotondo, Rome
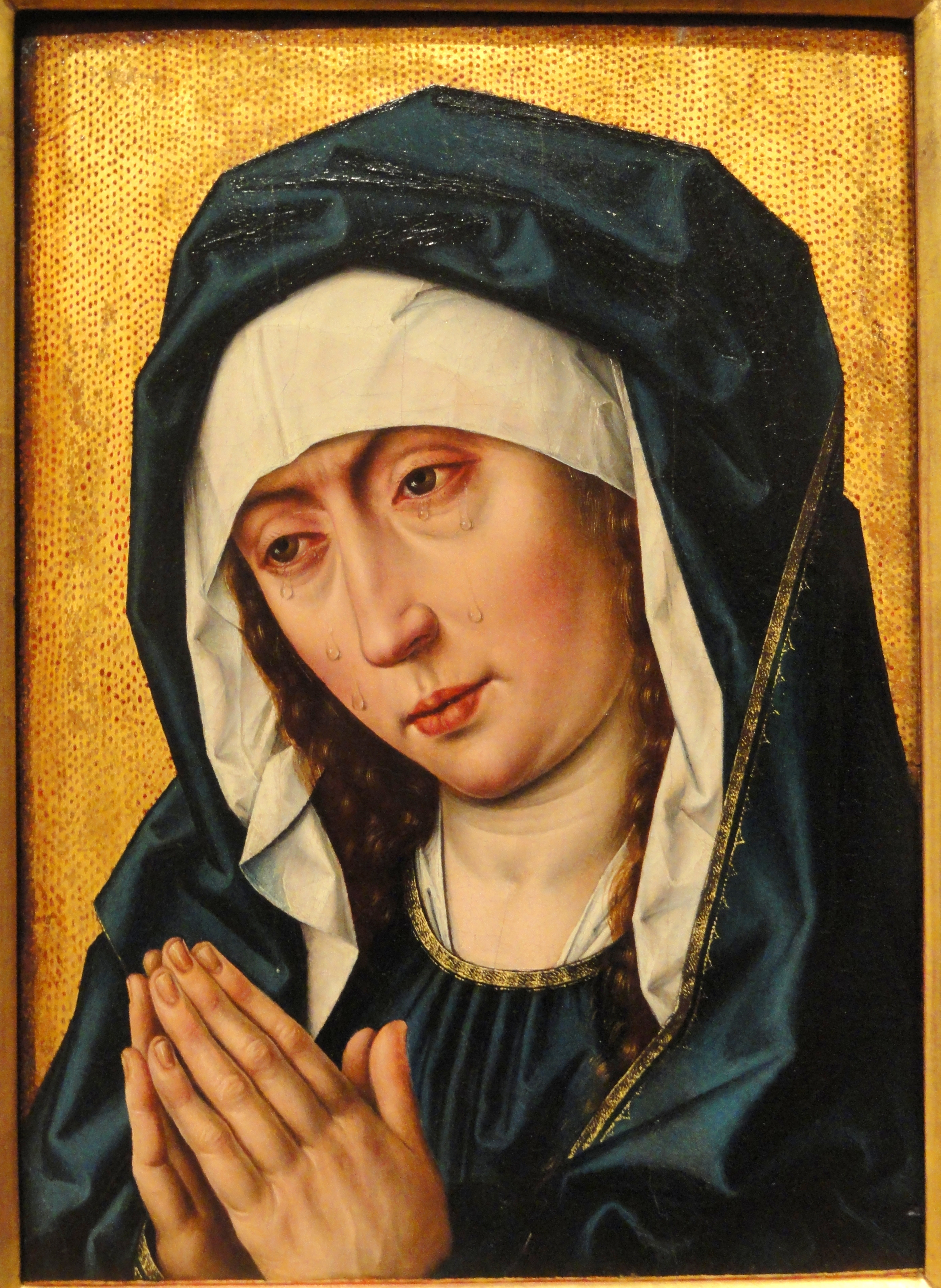
Mater Dolorosa, Aelbrecht Bouts

## Gewijd aan Onze-Lieve-Vrouw van Smarten

### Kapellen
- Onze-Lieve-Vrouw-van-Smartenkapel, een kapel in Aarschot
- Onze-Lieve-Vrouw-van-Smartenkapel, een kapel in Afferden
- Kapel van Onze-Lieve-Heer van de Kouden Steen en Onze-Lieve-Vrouw van Zeven Weeën, een kapel in Borgloon
- Kapel Onze-Lieve-Vrouw van Zeven Weeën, een kapel in Landegem
- Kapel van Onze-Lieve-Vrouw van Smarten in de Sint-Servaasbasiliek in Maastricht
- Kapel van Onze-Lieve-Vrouw van zeven Smarten (Caberg), een kapel in Maastricht-Caberg
- Kapel der Zeven Weeën, een kapel in Megen
- Kapel van Onze-Lieve-Vrouw van Zeven Weeën (Tongeren), een kapel in Tongeren
- Onze-Lieve-Vrouw-van-Zeven-Smartenkapel (Kapelberg), een kapel in Roosendaal
- Onze-Lieve-Vrouwekapel (Bos), voormalige kloosterkerk van de orde Onze-Lieve-Vrouw van Zeven Weeën in Helen-Bos (gehucht Bos)
- Onze-Lieve-Vrouw-van-Zeven-Smartenkapel (Oss), een kapel in Oss
- Onze-Lieve-Vrouw-van-Smartenkapel, een kapel in Rijkel (Beesel)
- Kapel van Lenneke Mare (Sint-Lambrechts-Woluwe) een kapel gewijd aan Onze-Lieve-Vrouw van Smarten en aan "Lenneke Mare" (Maria Dolorosa van Brabant) in Sint-Lambrechts-Woluwe
- Onze-Lieve-Vrouw-van-Smartenkapel (Sevenum)
- Notre-Dame de la Sarte en zes kapelletjes van de Chemin des Chapelles in Hoei, elk gewijd aan een van de zeven smarten
- Kapel Moeder Der Smarten - Roeselare
- Bergkapel - Lendelede

### Kerken
- Onze-Lieve-Vrouw van Zeven Smartenkerk te Amsterdam
- Onze-Lieve-Vrouw-van-Zeven-Smartenkerk te Panningen
- Onze-Lieve-Vrouw-van-Zeven-Weeënkerk te Laak, België
- Onze-Lieve-Vrouw-van-Zeven-Weeënkerk te Schoonaarde, België
- kerk van Onze-Lieve-Vrouw van Smarten (Merksem), kerk Van de parochie OLV v. Smarten te Merksem (Antwerpen)

### Congregaties
- Zusters van Onze-Lieve-Vrouw van Zeven Weeën, een congregatie in Ruiselede
- Zusters van Onze-Lieve-Vrouw van Zeven Weeën, een congregatie in Sint-Maria-Oudenhove

### Broederschappen
- Broederschap van Onze-Lieve-Vrouw van de Zeven Weeën, Sint-Niklaas.
- Broederschap van Onze-Lieve-Vrouw van VII Weeën, Lede.
- Broederschap van Onze-Lieve-Vrouw van de Zeven Weeën, Brussel.
- Broederschap van Onze Lieve Vrouwe van de Besloten Tuin, Warfhuizen.
- Koninklijke broederschap van Onze-Lieve-Vrouw van de Zeven Weeën, Córdoba.
- Koninklijke broederschap van Onze-Lieve-Vrouw van de Zeven Weeën, Jerez de la Frontera.
- Koninklijke broederschap van Onze-Lieve-Vrouw van de Zeven Weeën, Granada. Patrones van de stad en Pauselijk gekroond.[1]
- Koninklijke broederschap en congregatie van Onze-Lieve-Vrouw van de Zeven Weeën, Almería.[2]

De titulares van de Koninklijke Broederschap van de Zigeuners in Sevilla is Onze-Lieve-Vrouw, gekroond van de Zeven Weeën.

### Pauselijk gekroonde Dolorosa's
- Onze-Lieve-Vrouw van de Zeven Weeën, Los Llanos de Aridane
- María Santísima de la Amargura, Sevilla.
- Esperanza Macarena, Sevilla
- Nuestra Señora de los Dolores Coronada, Camas
- Onze-Lieve-Vrouw van de Eenzaamheid, Parla
- Onze-Lieve-Vrouw van Victorie, Huelva